# Danh sách đĩa nhạc của Thám tử lừng danh Conan
Meitantei Conan (名探偵コナン, Thám tử lừng danh Conan) là manga trinh thám Nhật Bản được vẽ và minh họa bởi Aoyama Gosho. Truyện được xuất bản định kì trên tuần san Weekly Shōnen Sunday của Shogakukan từ 2 tháng 2 năm 1994. Sau đó được chuyển thể thành anime sản xuất bởi Yomiuri Telecasting Corporation (YTV) và TMS Entertainment phát sóng trên YTV. Tập 1 bắt đầu phát sóng từ 8 tháng 1 năm 1996. Đến hiện tại phim vẫn tiếp tục phát sóng với hơn 1000 tập đã ra mắt, đánh dấu là xê-ri anime dài nhất thứ 11 The anime spun off seventeen animated featured films.
Ono Katsuo (大野 克夫 Ono Katsuo) đã biên soạn và sắp xếp lại các bài hát trong hoạt hình sản xuất ra bốn original soundtrack cho 17 phim chủ đề với tổng cộng 18 bài hát. Ông đã tập hợp thành ba vol, Detective Conan Original Soundtrack Super Best, Detective Conan Original Soundtrack Super Best 2, và Detective Conan TV Original Soundtrack Selection Best. Hai album hình cũng được tạo ra về các diễn viên lồng tiếng hát cho vai của mình.

## Abum tổng hợp
| Năm                                      | Tựa | Bảng xếp hạng | Bảng xếp hạng | Tham khảo |
| Năm                                      | Tựa | Vị trí        | Tuần          | Tham khảo |
| ---------------------------------------- | --- | ------------- | ------------- | --------- |
| 1996                                     | Detective Conan Theme Collection - phát hành: 16 tháng 12 năm 1996 - nhãn: Kitty Records KTCR-1409                             | —             | —             | [ 17 ]    |
| 1997                                     | Detective Conan Original Soundtrack Super Best - phát hành: 27 tháng 11 năm 1997 - nhãn: Polydor Records POCX-1082             | —             | —             | [ 12 ]    |
| 2000                                     | The Best of Detective Conan - phát hành: 29 tháng 11 năm 2000 - nhãn: Zain Records ZACL-1055                                   | 2             | 33            | [ 18 ]    |
| 2003                                     | The Best of Detective Conan 2 - phát hành: 10 tháng 12 năm 2003 - nhãn: B-Gram Records JBCJ-9007                               | 3             | 26            | [ 19 ]    |
| 2003                                     | Detective Conan Original Soundtrack Super Best 2 - phát hành: 17 tháng 12 năm 2003 - nhãn: Universal Music Group UPCH-1318     | —             | —             | [ 13 ]    |
| 2006                                     | The Best of Detective Conan (The Movies Themes Collection) - phát hành: 13 tháng 12 năm 2006 - nhãn: Zain Records JBCJ-9021    | 29            | 11            | [ 20 ]    |
| 2007                                     | Detective Conan TV Original Soundtrack Selection Best - phát hành: 5 tháng 12 năm 2007 - nhãn: B-Gram Records JBCJ-9025/6      | —             | —             | [ 14 ]    |
| 2008                                     | The Best of Detective Conan 3 - phát hành: 6 tháng 8 năm 2008 - nhãn: B-Gram Records JBCJ-9030/1                               | 5             | 18            | [ 21 ]    |
| 2011                                     | The Best of Detective Conan 4 - phát hành: 14 tháng 12 năm 2011 - nhãn: B-Gram Records JBCJ-9044/5, JBCJ-9042/3 (bản giới hạn) | 5             | 18            | [ 23 ]    |
| 2014                                     | The Best of Detective Conan 5 - phát hành: 22 tháng 10 năm 2011 - nhãn: B-Gram Records JBCJ-9052, JBCJ-9051 (bản giới hạn)     | 2             | 3             | [ 25 ]    |
| "—" denotes releases that did not chart. | |               |               |           |

## Album hình
| Năm                                      | Tựa | Bảng xếp hạng | Bảng xếp hạng | Tham khảo |
| Năm                                      | Tựa | Vị trí        | Tuần          | Tham khảo |
| ---------------------------------------- | --- | ------------- | ------------- | --------- |
| 1997                                     | "Boku ga Iru" TV anime Meitantei Conan Imeeji Songu Arubamu (ぼくがいる〜TVアニメ｢名探偵コナン｣イメージソングアルバム, lit. "I am Here" TV anime Detective Conan Image Song Album) - phát hành: 22 tháng 10 năm 1997 - nhãn: Polydor Records POCX-1081                           | —             | —             | [ 15 ]    |
| 2006                                     | Meitantei Conan・ Kyarakutaa・ Songu Shuu Mikado ni Shoogakko ni zenin shuugoo!! (名探偵コナン・キャラクター・ソング集 帝丹小学校に全員集合!!, lit. Detective Conan All Character Best Songs in School) - phát hành: 25 tháng 1 năm 2006 - nhãn: Universal Music Group UPCH-1454 | 196           | 1             | [ 26 ]    |
| "—" denotes releases that did not chart. | |               |               |           |

## Chú ý và chú thích
Chú ý
1. ↑  名探偵コナン 主題歌集, Meitantei Conan Shudai Kashuu
2. ↑  名探偵コナン　オリジナル・サウンドトラック　スーパー・ベスト, Meitantei Conan Orijinaru Saundotorakku Sūpā Besuto
3. ↑  名探偵コナン　オリジナル・サウンドトラック　スーパー・ベスト 2, Meitantei Conan Orijinaru Saundotorakku Sūpā Besuto 2
4. ↑  名探偵コナン　ＴＶオリジナル・サウンドトラック Selection Best, Meitantei Conan TV Orijinaru Saundotorakku Selection Best

Chú thích
1. ↑  Weekly Shōnen Sunday (bằng tiếng Nhật). Quyển 1994 số 5. Shogakukan. {{Chú thích tạp chí}}: |title= trống hay bị thiếu (trợ giúp)
2. 1 2  "Detective Conan staff" (bằng tiếng Nhật). Yomiuri Telecasting Corporation. Truy cập ngày 13 tháng 4 năm 2009.
3. ↑  "Detective Conan". TMS Entertainment. Bản gốc lưu trữ ngày 3 tháng 1 năm 2011. Truy cập ngày 9 tháng 12 năm 2010.
4. ↑  "YTV: Animation on the Web" (bằng tiếng Nhật). Yomiuri Telecasting Corporation. ngày 18 tháng 2 năm 2010. Lưu trữ bản gốc ngày 29 tháng 3 năm 2011. Truy cập ngày 29 tháng 3 năm 2011.
5. ↑  "Detective Conan episode archive" (bằng tiếng Nhật). Yomiuri Telecasting Corporation. Truy cập ngày 23 tháng 5 năm 2011.
6. ↑  "Detective Conan movie archives" (bằng tiếng Nhật). Conan-movie.jp. Bản gốc lưu trữ ngày 18 tháng 1 năm 2012. Truy cập ngày 29 tháng 3 năm 2011.
7. ↑  "Detective Conan official movie website" (bằng tiếng Nhật). Truy cập ngày 23 tháng 4 năm 2011.
8. ↑  "Detective Conan Original Soundtrack" (bằng tiếng Nhật). Oricon. Truy cập ngày 22 tháng 5 năm 2011.
9. ↑  "Detective Conan Original Soundtrack 4" (bằng tiếng Nhật). Oricon. Truy cập ngày 22 tháng 5 năm 2011.
10. ↑  "Detective Conan: The Time Bombed Skyscraper Original Soundtrack" (bằng tiếng Nhật). Oricon. Truy cập ngày 22 tháng 5 năm 2011.
11. ↑  "Detective Conan: Quarter of Silence Original Soundtrack" (bằng tiếng Nhật). Oricon. Truy cập ngày 22 tháng 5 năm 2011.
12. 1 2  "Detective Conan Original Soundtrack Super Best" (bằng tiếng Nhật). Oricon. Truy cập ngày 22 tháng 5 năm 2011.
13. 1 2  "Detective Conan Original Soundtrack Super Best 2" (bằng tiếng Nhật). Oricon. Truy cập ngày 22 tháng 5 năm 2011.
14. 1 2  "Detective Conan TV Original Soundtrack Selection Best" (bằng tiếng Nhật). Oricon. Truy cập ngày 22 tháng 5 năm 2011.
15. 1 2  "ぼくがいる〜TVアニメ｢名探偵コナン｣イメージソングアルバム" ["If I Have" TV anime Detective Conan Image Song Album] (bằng tiếng Nhật). Oricon. Truy cập ngày 22 tháng 5 năm 2011.
16. ↑  "Detective Conan Image album 2 information" (bằng tiếng Nhật). Oricon. Truy cập ngày 23 tháng 5 năm 2011.
17. ↑  "Detective Conan Theme Collection" (bằng tiếng Nhật). Oricon. Truy cập ngày 22 tháng 5 năm 2011.
18. ↑  "The Best of Detective Conan" (bằng tiếng Nhật). Oricon. Truy cập ngày 22 tháng 5 năm 2011.
19. ↑  "The Best of Detective Conan 2" (bằng tiếng Nhật). Oricon. Truy cập ngày 22 tháng 5 năm 2011.
20. ↑  "The Best of Detective Conan (The Movies Themes Collection)" (bằng tiếng Nhật). Oricon. Truy cập ngày 22 tháng 5 năm 2011.
21. ↑  "The Best of Detective Conan 3" (bằng tiếng Nhật). Oricon. Truy cập ngày 22 tháng 5 năm 2011.
22. ↑  "The Best of Detective Conan 4 (Limited Edition)" (bằng tiếng Nhật). Oricon. Truy cập ngày 16 tháng 10 năm 2011.
23. ↑  "The Best of Detective Conan 4" (bằng tiếng Nhật). Oricon. Truy cập ngày 16 tháng 10 năm 2011.
24. ↑  "The Best of Detective Conan 5 (Limited Edition)" (bằng tiếng Nhật). Oricon. Truy cập ngày 12 tháng 11 năm 2014.
25. ↑  "The Best of Detective Conan 5" (bằng tiếng Nhật). Oricon. Truy cập ngày 12 tháng 11 năm 2014.
26. ↑  名探偵コナン・キャラクター・ソング集 帝丹小学校に全員集合!! [Detective Conan All Character Best Songs in School] (bằng tiếng Nhật). Oricon. Truy cập ngày 22 tháng 5 năm 2011.